# Gerhard von Schwertzell
Gerhard Friedrich Wilhelm August Karl von Schwertzell (auch Schwertzell von und zu Willingshausen)  (* 2. Juli 1854 in Marburg; † 1. April 1919 ebenda) war ein deutscher Landrat und Abgeordneter des Provinziallandtages der preußischen Provinz Hessen-Nassau.

## Leben
Gerhard von Schwertzell entstammte dem hessischen Adelsgeschlecht von Schwertzell und war der Sohn des Rittergutsbesitzers Georg Friedrich Karl Wilhelm Ludwig August Christian Gerhard von Schwertzell (* 30. Oktober 1820 in Kassel; † 5. Januar 1887 in Wiesbaden) und dessen Ehefrau Elisabeth Gräfin von Bose (* 3. März 1822 in Kassel; † 18. Dezember 1896 ebenda).
Seine Schwester Amalie Karoline (* 1855) war mit Ludwig von Buttlar verheiratet. Sein Bruder Georg (* 1857) war Ehrenritter des Johanniterordens, August (* 1859) Premierleutnant im Dragoner-Regiment Nr. 5.
Nach dem Abitur im Jahre 1875 am Gymnasium in Hanau leistete Gerhard seinen Militärdienst als Einjährig-Freiwilliger beim 1. Kurhessischen Husaren-Regiment Nr. 13. Im Anschluss daran studierte er Rechtswissenschaften an der Universität Leipzig und legte 1879 sein Staatsexamen ab. Nach der ersten juristischen Staatsprüfung am 1. März 1880 beim Oberlandesgericht Naumburg folgte die Referendarzeit am Landgericht Marburg und beim Amtsgericht Ziegenhain. Im Wintersemester 1882/1883 nahm er an der Philipps-Universität Marburg an Vorlesungen über Finanzwirtschaft teil und erhielt Ende April 1883 die Ernennung zum Regierungsreferendar bei der Bezirksregierung Kassel. Bevor er im September 1884 mit der kommissarischen Leitung der Verwaltung des Landratsamtes Fritzlar beauftragt wurde, war er für ein halbes Jahr zum Landratsamt Fulda versetzt worden. Am 19. Januar 1887 folgte die Ernennung zum Landrat des Kreises Ziegenhain. Davor hatte er noch Stationen bei der Stadtverwaltung Fulda und bei der Bezirksregierung Erfurt zurückgelegt.
1892 erhielt er einen Sitz im Kurhessischen Kommunallandtag des Regierungsbezirks Kassel, aus dessen Mitte er zum Abgeordneten des Provinziallandtages der Provinz Hessen-Nassau bestimmt wurde. Er blieb bis zu seinem Tode in den Parlamenten, wo er in verschiedenen Ausschüssen tätig gewesen war. Das Amt des Landrats übte er ebenfalls bis zu seinem Tode aus.
Gerhard heiratete am 25. Januar 1890 Elisabeth Juliane Henriette Marie von Reutern (* 1868 in Soor/Livland). Aus der Ehe gingen zwei Töchter und drei Söhne hervor.

## Sonstiges
Gerhard war Premierlieutenant in einer Landwehr-Kavallerieeinheit und Fideikommissherr auf Schloss Willingshausen.

## Auszeichnungen
- Königlich Preußischer Kammerherr